# لوران روسي
لوران روسي (بالفرنسية: Laurent Rossi)‏ (22 مايو 1948) هو ملحن ومغني وكاتب أغاني، ومنتج فرنسي، وابن المغني تينو روسي.
بدأ حياته الموسيقية الفعلية عام 1968. أسس مع صديقه كلود مورغان فرقة الديسكو الفرنسية السابقة بيمبو جت التي اشتهرت في السبعينات من القرن الماضي بأغنية «إل بيمبو». في عام 1984 بدأ كموسيقي للسينما وألف لفيلم فرنسي عنوانه تاريخنا للمخرج برتراند بلير، وغيرها أيضاً من المشاركات الأخرى.

## أعماله
- كل الثلج 1968.
- شخص يحبك 1973.
- جولي الطفل الأزرق 1974.
- تاريخنا 1974.
- لا تبكي لوسيا 1976.
- الحب في الهواء 1978.
- المراهق 1978.
- عيد الميلاد معك 1980.

## أعماله الثنائية مع والده
- غني نفس الأغنية 1976.
- فورزا باستيا، فورزا كورسيكا 1978.
- أبي، يقول لي 1978.
- انطفاء الشموع 1978.

## وصلات خارجية
- لوران روسي على موقع IMDb (الإنجليزية)
- لوران روسي على موقع ميوزك برينز (الإنجليزية)
- لوران روسي على موقع أول ميوزيك (الإنجليزية)
- لوران روسي على موقع ديسكوغز (الإنجليزية)
- لوران روسي على موقع قاعدة بيانات الفيلم (الإنجليزية)
- لوران روسي على موقع كينوبويسك (الروسية)

- أسطوانات لوران روسي.